# Charles Le Goux de La Berchère
Pour les articles homonymes, voir Goux.
Charles Le Goux de La Berchère, né à Vif (province du Dauphiné) le 23 octobre 1647 et mort à Narbonne le 2 juin 1719, est un prélat français.

## Biographie

### Origines
Issu d'une ancienne famille de Bourgogne, Charles est le fils de Pierre Le Goux de La Berchère (1600-1653), premier président du parlement de Dijon (1631-1637), puis du parlement de Grenoble, et de Louise Joly de Blaisy. L'orant du tombeau de son grand-père, Jean-Baptiste Le Goux de La Berchère (1568-1631), premier président de parlement de Dijon de 1627 à 1631, est aujourd'hui à la cathédrale Saint-Bénigne de Dijon.

### Premières années
Charles Le Goux de La Berchère naquit alors que sa mère était en route pour rejoindre son époux à Grenoble. À la mort de celui-ci (1653), ils revinrent à Dijon, puis, en 1662, Charles fut envoyé au collège d'Harcourt à Paris ; il y étudia la théologie et il fut reçu docteur en Sorbonne. Il séjourna ensuite au séminaire de Saint-Sulpice.
Devenu aumônier du roi Louis XIV grâce au crédit de sa mère, il le suivit durant ses campagnes de Flandres. Nommé évêque de Lavaur le 18 juin 1677, il rédigea alors des statuts synodaux pour son diocèse, publiés à Toulouse en 1679. Le roi le plaça ensuite à l'archevêché d'Aix le 12 novembre 1685 ; cependant, Innocent XI, alors en conflit avec Louis XIV (affaire de la régale), n'envoya pas ses bulles et Charles Le Goux n'administra son diocèse qu'en tant que vicaire général du chapitre.

### Archevêque d'Albi
En janvier 1687, il devint archevêque d'Albi, mais, pour la même raison qu'à Aix, il ne reçut ses provisions de Rome pour ce siège que le 12 octobre 1692. Il fit venir dans son diocèse des religieuses de Gaillac pour soigner les malades dans le nouvel hôpital qu'il avait fait bâtir à Albi. Il obtint de l'église Sainte-Eulalie de Bordeaux des reliques de saint Clair, premier évêque d'Albi, qu'il fit mettre dans une chasse d'argent et donna à sa cathédrale. La Berchère effectue de nombreuses visites pastorales dans son diocèse. Il apparaît comme un parfait exemple de prélat tridentin. Ces visites pastorales constituent une source inestimable pour l'histoire du diocèse d'Albi et du catholicisme dans la France de Louis XIV.

### Archevêque de Narbonne

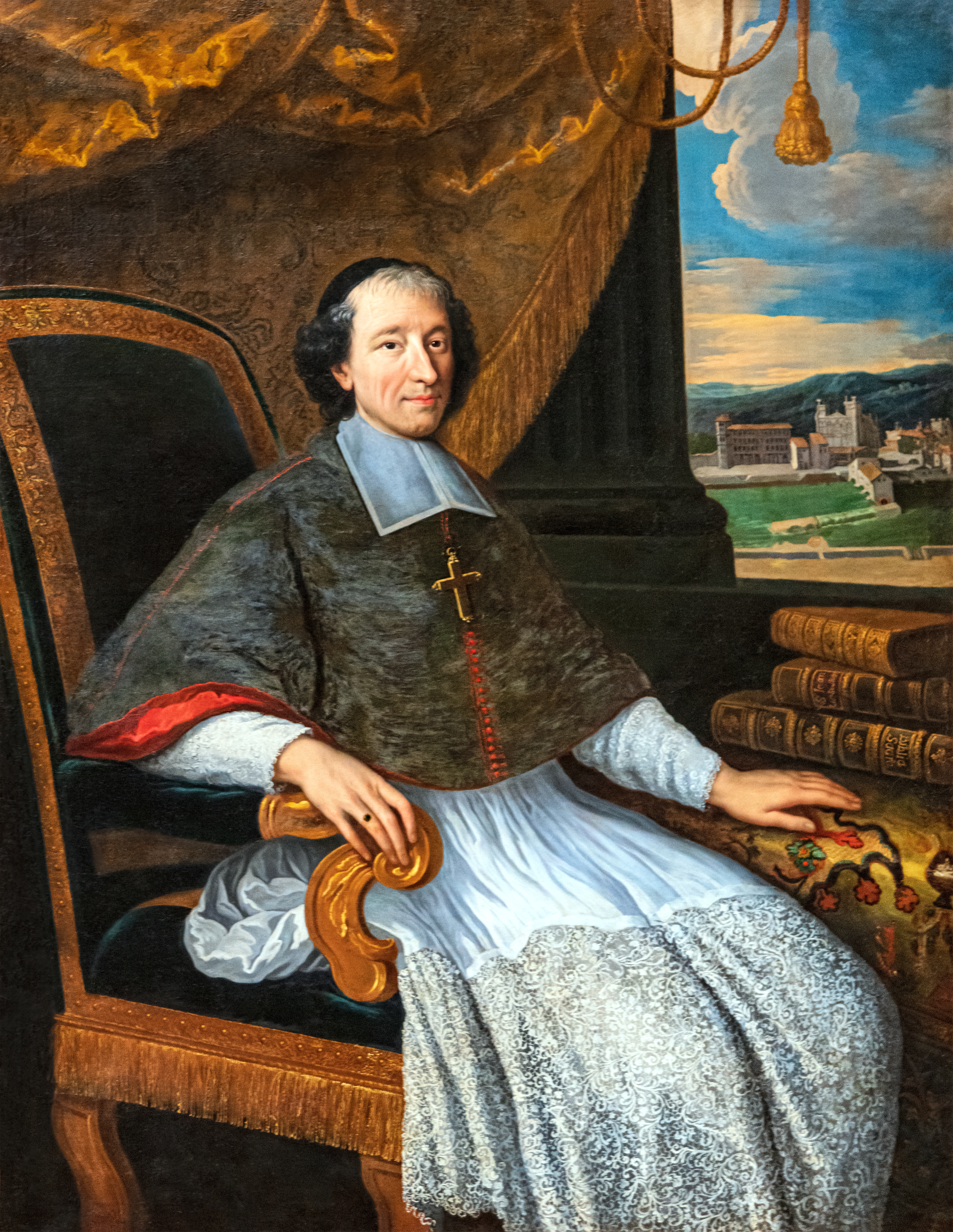
Charles Le Goux de La Berchère, archevêque de Narbonne

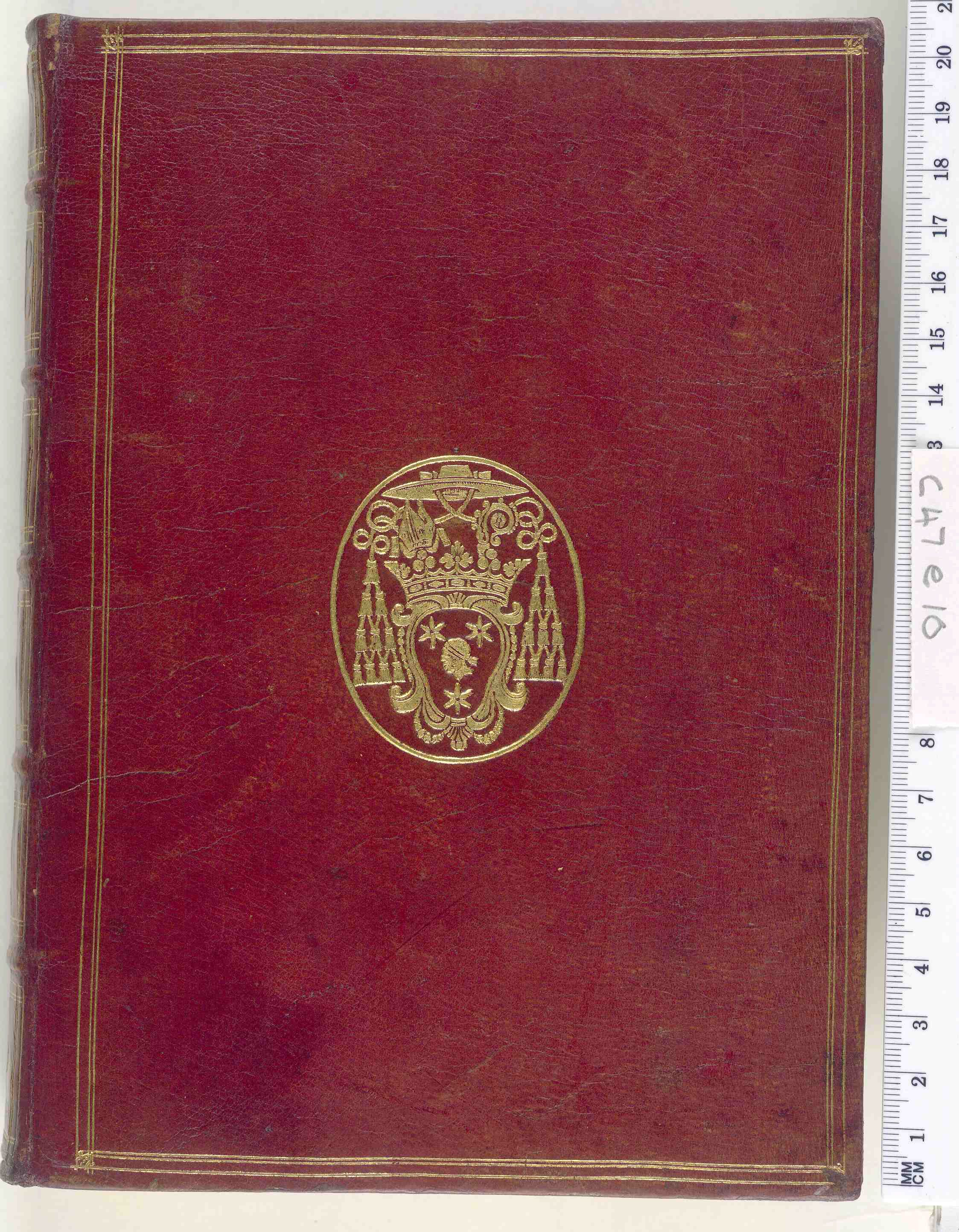
Reliure aux armes de Charles Le Goux de La Berchère

À la suite de la mort du cardinal de Bonzi, le roi lui donna l'archevêché de Narbonne le 15 août 1703. Il reçut ses bulles de Rome et le pallium en novembre et jura fidélité au roi à Versailles le 27 juin 1704. De par sa charge président-né des États de Languedoc, il harangua le 24 août Louis XIV à la tête de leurs députés. Il fut président de l'assemblée du clergé en 1715 et harangua à cette occasion le jeune Louis XV.
Il publia des statuts synodaux le 17 juin 1708, et un nouveau bréviaire en 1709, où l'office garde l'ancienne structure, mais les textes sont entièrement refondus et l'antiphonaire rompt avec le vieux chant médiéval.
Il relança la construction de la nef de la cathédrale Saint-Just-et-Saint-Pasteur dont il posa la première pierre (1708), dans laquelle fut scellée une cassette renfermant des reliques des saints Just et Pasteur (actuelle cour Saint-Eutrope).
Érudit, Charles Le Goux de La Berchère avait constitué une splendide bibliothèque qu'il avait léguée aux Jésuites sur les instances du père Jacques Vanière, mais cette disposition testamentaire fut attaquée en 1730 devant le Conseil d'état par les héritiers du prélat, et ces derniers obtinrent gain de cause. La bibliothèque fut ensuite revendue à l'archevêque de Narbonne René François de Beauvau du Rivau, successeur de Charles Le Goux de La Berchère. À sa mort, elle fut acquise par le cardinal Étienne-Charles de Loménie de Brienne, qui en fit don à la bibliothèque publique de Toulouse qu'il avait créée en 1782. Une partie de ces livres est conservée aujourd'hui à la bibliothèque universitaire de Toulouse.
En 1706, il fut nommé membre honoraire de l'Académie de Montpellier, nouvellement créée. Il fut l'initiateur de la collection lapidaire des archevêques de Narbonne : il fit rassembler, dans le jardin et sous le grand escalier du palais neuf, des éléments issus des monuments antiques disparus. Mais surtout, ce fut lui qui, le 24 janvier 1708, en sa qualité de président, proposa aux États de Languedoc de faire rédiger à leurs frais une histoire complète de la province, ouvrant ainsi la voie à la publication entre 1730 et 1745 de l'Histoire générale de Languedoc. Il suivit cette œuvre avec attention : ayant confié sa rédaction aux bénédictins de Saint-Maur, le père général désigna deux historiens renommés, dom Pierre Auzières et dom Antoine-Gabriel Marchand. Ceux-ci visitèrent cinq années durant les bibliothèques de la province, et consultèrent probablement les registres de délibération des États ; mais ils ne manifestèrent pas l'intention de dépouiller les archives, et entrèrent rapidement en conflit avec l'archevêque sur ce point. Il demanda leur révocation, mais n'obtint que la nomination de deux savants supplémentaires, dom Claude Devic et dom Joseph Vaissète (1715). Ce seront néanmoins eux, une fois leurs prédécesseurs mis à l'écart, qui mèneront à bien l'entreprise. La Berchère soutiendra leurs travaux jusqu'à sa mort, advenue le 2 juin 1719, sans en connaître l'aboutissement. Signalons qu'il avait aussi fait approuver en 1719, par l'assemblée du clergé, la réimpression de la Gallia Christiana.
Charles Le Goux de La Berchère a été inhumé dans la chapelle Saint-Charles de la cathédrale Saint-Just-et-Saint-Pasteur.

## Succession apostolique
Charles Le Goux de La Berchère a ordonné les évêques suivants :
- Évêque Cyprien-Gabriel Bénard de Résay (1692)
- Évêque Henri de Briqueville de La Luzerne (1693)
- Évêque Paul-Louis-Philippe de Lézay de Lusignan (1693)
- Archevêque Claude de Saint-Georges (1693)
- Évêque Jean-Baltazar de Cabanes de Viens (1693)
- Évêque Jean-François Brizay de Denonville (Brezay) (1693)
- Évêque Jean-Baptiste de Verthamon (1694)
- Évêque Joachim-Joseph d’Estaing de Saillans (1694)
- Évêque Daniel de Francheville (1694)
- Évêque Louis Milon (1694)
- Évêque Claude de la Roche-Aymon (1704)
- Évêque Henri du Puget (1710)

## Œuvres imprimées
- Harangue faite au Roy sur son avènement à la couronne & sur la mort du Roy son bisaïeul, par Monseigneur l'Archevêque de Narbonne, président de l'assemblée générale du clergé, le mardy 3 septembre de l'année 1715, Paris, 1715.
- Proprium sanctorum ecclesiae metropolitanae ac diocesis albiensis : Juxta ritum Breviarii et Missalis Romani. Illustrissimi ac reverendissimi Dom. D. Caroli Le Goux de La Berchere, archiepiscopi & domini Albiensis, authoritate editum., Albi, Guillaume Pech, 1703 (lire en ligne)

### Iconographie
- Bon Boullogne (attribuée à), Portrait de Charles Le Goux de La Berchère, archevêque de Narbonne, huile sur toile, XVIIe s. Conservée au Musée d'art et d'histoire, Narbonne.
- Anonyme, Portrait de Charles Le Goux de La Berchère, archevêque de Narbonne, peinture, XVIIe s. Conservée dans l'ancienne cathédrale Saint-Just-et-Saint-Pasteur de Narbonne. Classée monument historique.